# Badminton Confederation of Africa
Badminton Confederation of Africa (BCA) - jedna z pięciu organizacji kontynentalnych Międzynarodowej Federacji Badmintona. Jej siedziba znajduje się w Quatre Bornes, a obecnym szefem jest Dagmawit Girmay. W jej skład wchodzi 37 krajowych związków badmintona.

## Członkowie Badminton Oceania
| L.p. | Państwo                                                         | Nazwa                                    |
| ---- | --------------------------------------------------------------- | ---------------------------------------- |
| 1.   | Algieria                                                        | Algerian Badminton Association           |
| 2.   | Benin                                                           | Federation Beninoise de Badminton        |
| 3.   | Botswana                                                        | Botswana Badminton Association           |
| 4.   | Burundi                                                         | Burundian Federation of Badminton        |
| 5.   | Demokratyczna Republika Konga                                   | Association Congolaise de Badminton      |
| 6.   | Egipt                                                           | Egyptian Badminton Federation            |
| 7.   | Erytrea                                                         | Eritrean National Badminton Federation   |
| 8.   | Etiopia                                                         | Ethiopian Badminton Federation           |
| 9.   | Ghana                                                           | Badminton Association of Ghana           |
| 10.  | Gwinea Równikowa                                                | Equatorial Guinea Badminton Federation   |
| 11.  | Kamerun                                                         | Badminton Federation of Cameroon         |
| 12.  | Kenia                                                           | Badminton Kenya                          |
| 13.  | Kongo                                                           | Commission Adhoc Congolaise de Badminton |
| 14.  | Lesotho                                                         | Lesotho Badminton Association            |
| 15.  | Madagaskar                                                      | Federation Malagasy de Badminton         |
| 16.  | Malawi                                                          | Badminton Association of Malawi          |
| 17.  | Mauretania                                                      | Mauritanian Badminton Federation         |
| 18.  | Maroko                                                          | Federation Royale Marocaine de Badminton |
| 19.  | Mauritius                                                       | Mauritius Badminton Association          |
| 20.  | Mozambik                                                        | Federacao Mocambicana de Badminton       |
| 21.  | Namibia                                                         | Badminton Union of Namibia               |
| 22.  | Nigeria                                                         | Badminton Federation of Nigeria          |
| 23.  | Południowa Afryka                                               | Badminton South Africa                   |
| 24.  | Republika Środkowoafrykańska                                    | Central African Badminton Federation     |
| 25.  | Seszele                                                         | Seychelles Badminton Association         |
| 26.  | Sierra Leone                                                    | Sierra Leone Badminton Association       |
| 27.  | Somalia                                                         | Somali Badminton Federation              |
| 28.  | Sudan                                                           | Sudan Badminton Federation               |
| 29.  | Eswatini                                                        | Swaziland National Badminton Association |
| 30.  | Tanzania                                                        | Tanzania Badminton Association           |
| 31.  | Togo                                                            | Federation Togolaise de Badminton        |
| 32.  | Tunezja                                                         | Association Tunisienne de Badminton      |
| 33.  | Uganda                                                          | Uganda Badminton Association             |
| 34.  | Wybrzeże Kości Słoniowej                                        | Federation Ivorienne de Badminton        |
| 35.  | Wyspa Świętej Heleny, Wyspa Wniebowstąpienia i Tristan da Cunha | Badminton Association of St Helena       |
| 36.  | Zambia                                                          | Zambia Badminton Association             |
| 37.  | Zimbabwe                                                        | Zimbabwe Badminton Association           |